# 君主計畫：神祕組織與怪獸之謎
《君主計畫：神祕組織與怪獸之謎》（英語：Monarch: Legacy of Monsters）是一部2023年美國怪獸網絡劇，由克里斯·布萊克和麥特·佛萊克遜開創，該作品基於東寶株式會社的《哥斯拉系列》，為「怪獸宇宙」的作品之一。
該作品將聚焦於君主組織的成員，並講述了在半個世紀的時間裡，該組織與哥吉拉以及其他被稱為「泰坦」的怪獸相遇的故事，作品時間軸在2014年電影《哥吉拉》的事件之後，劇中的時間線則是過去及現在互相交錯。
該系列的主要演員包括寇特·羅素、懷特·羅素、澤井杏奈、科雷西·克萊門斯、渡部蓮、山本真理、安德斯·霍姆、喬·蒂皮特以及艾莉莎·拉索斯基。本劇於2023年11月17日在Apple TV+首播。該劇隨後獲得好評。2024年4月，該劇確認續訂第二季。

## 概要
在哥吉拉對舊金山的襲擊中倖存下來後，凱特再次被一個令人震驚的祕密嚇到了。面對巨大的威脅她踏上了環球冒險之旅，以瞭解有關家人和名為「君主」之神祕組織的真相。
故事分為兩條主線，包括1950年代，李·蕭、威廉·朗達與三浦景子在科技落後的年代追查怪獸的秘密，以及2015年，凱特·朗達在日本找到同父異母的弟弟健太郎·朗達之後，在東京發現威廉私藏遺留的君主計畫文件包，因而被君主特工追蹤的故事。兩條故事線將以回憶與現在的方式交織推進。

## 演員

### 主演
- 澤井杏奈 飾 凱特·朗達（Cate Randa）

前舊金山中學老師，在哥吉拉襲擊中倖存、卻沒能救下學生而患上創傷後遺症。前來日本處理家務事，但卻意外地揭開家族的秘密。在厭倦逃避問題後，她下定決心尋找背後的真相。
- 科雷西·克萊門斯（英语：Kiersey Clemons） 飾 梅·奧洛-休伊特（May Olowe-Hewitt）

在美國出生的居留海外者，本名「蔻拉·馬泰奧」（Corah Mateo），外表顯得頗為精明狡詐，她利用這種外表來保護自己以及他人，不論是解讀密碼還是找尋漏洞，她總是比身邊的每個人都提前三步。
- 渡部蓮（Ren Watabe）飾 健太郎·朗達（Kentaro Randa）

一名聰明、富有創造力和好奇心的年輕人，凱特同父異母的弟弟，他尚未找到自己的人生道路。他將踏上尋找更多有關尊敬卻神秘的父親資訊的旅程，並在這個過程中發現自己的能力。
- 山本真理（ 飾 三浦惠子（Keiko）

參與蘭達對怪獸調查的日本科學家，也是凱特和健太郎的祖母，君主計劃的元老之一。
- 安德斯·霍姆 飾 威廉·「比爾」·朗達（William "Bill" Randa）：一位神秘動物學家，將在日後成為君主計劃的研究員兼元老之一。
  - 約翰·古德曼飾演年老的朗達，該者在2017年電影《金剛：骷髏島》中首次出現於怪獸宇宙。

- 喬·蒂皮特（英语：Joe Tippett）飾 提姆（Tim）

一位隸屬君主計劃、夢想成為秘密特工冒險的上班族，他的過度自信在實地操作中使他陷入麻煩，但他決心不會令自己的組織失望。
- 寇特·羅素 飾 李·蕭（Lee Shaw）：前美國陸軍中尉，加入朗達的怪物調查，從而成為君主計劃的元老之一[2][3]。
  - 懷特·羅素 飾 年輕的李·蕭

- 艾莉莎·拉索斯基（英语：Elisa Lasowski）飾 蜜雪兒·杜瓦（Michelle Duvall）

一位隸屬君主計劃、在技能上擁有堅定自信的法裔特工，擁有一種幽默感，並利用這些幽默來引導那些不太擅長實地操作的同事。她是2014年電影《哥吉拉》登場的角色珊卓·布洛迪的妹妹，也因為姐姐死在雀路羅核電站中，使她的想法相較激進。

### 客演
- 平岳大 飾演 廣志·朗達（Hiroshi Randa）：威廉的兒子，凱特和健太郎的父親。
- 久藤今日子 飾演 惠美子·朗達（Emiko Randa）：健太郎的母親。
- 富田譚玲 飾演 卡洛琳·朗達（Caroline Randa）：凱特的母親。
- 克里斯托弗·海耶德尔（英语：Christopher Heyerdahl） 飾演 帕克特將軍（General Puckett）
- 布魯斯·白 飾演 杜浩（Du-Ho）：肖的老朋友和盟友
- 米雷莉·泰勒 飾演 娜塔莉亞·維爾杜戈（Natalia Verdugo）：君主組織的副負責人。
- 潔絲·薩爾格羅（英语：Jess Salgueiro） 飾演 巴恩斯（Barnes）：君主組織的科學家。
- 多明妮克·蒂珀 飾 布倫達·霍蘭德（Brenda Holland）：應用實驗技術公司（後來的頂級神經機械企業）的高階主管。
- 摩根·達德利 飾萊拉·馬特奧（Lyra Mateo）：梅的妹妹

## 集數
| 集數 | 標題                     | 導演            | 編劇                 | 上線日期       |
| ---- | ------------------------ | --------------- | -------------------- | -------------- |
| 1    | 餘波盪漾                 | 麥特·夏克曼     | 克里斯·布萊克        | 2023年11月17日 |
| 2    | 啟程                     | 麥特·夏克曼     | 克里斯·布萊克        | 2023年11月17日 |
| 3    | 祕密與謊言               | 朱利安·霍姆斯   | 安德魯·科爾維爾      | 2023年11月24日 |
| 4    | 對比與內在               | 朱利安·霍姆斯   | 米拉·貝爾-哈特       | 2023年12月1日  |
| 5    | 活路                     | 梅爾西·阿爾馬斯 | 阿曼達·奧文頓        | 2023年12月8日  |
| 6    | 可怕的奇蹟               | 梅爾西·阿爾馬斯 | 卡爾·塔羅·格林菲爾德 | 2023年12月15日 |
| 7    | 真正的小梅請站起來好嗎？ | 蒲田博          | 圓木麻理子           | 2023年12月22日 |
| 8    | 與生俱來的權利           | 蒲田博          | 阿爾·萊特森          | 2023年12月29日 |
| 9    | 世界軸心                 | 安迪·戈達德     | 麥特·弗拉甸安        | 2024年1月5日   |
| 10   | 超越邏輯                 | 安迪·戈達德     | 克里斯·布萊克        | 2024年1月12日  |

## 製作
隨著《哥吉拉大戰金剛》（2021年）的成功，傳奇影業開始討論有關怪獸宇宙延伸作品，其中包括真人影集。2022年1月，宣佈該劇由傳奇娛樂電視部門製作，Apple TV+播出。2022年6月，澤井杏奈、渡部蓮（Ren Watabe）、科雷西·克萊門斯、喬·蒂皮特和艾莉莎·拉索斯基參演。2022年7月，懷特·羅素和寇特·羅素參演。2022年8月，山本真理（Mari Yamamoto）參演。2022年9月，安德斯·霍姆參演，並公佈劇名暫定為《哥吉拉與泰坦巨獸們》（Godzilla and the Titans）。

### 拍攝
主體拍攝於2022年7月在溫哥華開始進行，8月在日本進行為期兩週的拍攝。

### 營銷
2023年8月，蘋果發布劇照，並公佈正式片名為《君主計畫：神祕組織與怪獸之謎》（Monarch: Legacy of Monsters）。

## 評價
在影評匯總網站爛番茄上根據80條評論，該系列的好評率為84%，平均評分為7/10。該網站的共識是：「羅素父子檔的表現出色，《君主》通過將其龐大的範圍，磨煉到一個非常人性化的層面，為哥吉拉的遺產增添一個更受歡迎的元素。」，Metacritic使用加權平均值，根據26位評論家的評分給予了68分，顯示「普遍好評」。
布萊恩·塔萊里科（Brian Tallerico）為RogerEbert.com撰稿，讚揚了羅素父子的表演，但他對該系列的劇本表示不滿，並稱角色「塑造不足、情節缺乏深度，對話太長。」

## 資料來源
1. ↑  . Apple TV+ Press.   [2024-04-12]. （原始内容存档于2024-07-11） （美国英语）.
2. 1 2 3 4 5 6 7  Cordero, Rosy. . Deadline Hollywood. June 30, 2022  [August 18, 2023]. （原始内容存档于June 30, 2022）.
3. 1 2 3 4 5 6 7  . Apple TV+ Press (新闻稿). August 17, 2023  [August 18, 2023]. （原始内容存档于August 18, 2023）.
4. ↑  . Writers Guild of America West.   [June 19, 2023]. （原始内容存档于2023-11-27）.
5. ↑  . The Futon Critic.   [2023-09-08].
6. ↑  Amaya, Erik. . Rotten Tomatoes. 2023-10-13  [2023-10-14]. （原始内容存档于2023-10-25） （美国英语）.
7. ↑  Lane, Carly. . Collider. 2022-01-20  [2022-01-20]. （原始内容存档于2022-01-20）.
8. ↑  Kroll, Justin. . Deadline. 2022-01-20  [2022-01-20]. （原始内容存档于2022-01-20）.
9. ↑  . ScreenRant. 2022-01-20  [2022-01-20]. （原始内容存档于2022-01-20） （美国英语）.
10. ↑  Cordero, Rosy. . Deadline Hollywood. 2022-06-30  [2022-06-30]. （原始内容存档于2022-12-11）.
11. ↑  Otterson, Joe. . Variety. 2022-07-20  [2022-07-20]. （原始内容存档于2022-12-11）.
12. ↑  Cordero, Rosy. . Deadline Hollywood. 2022-08-18  [2022-08-18]. （原始内容存档于2022-12-11）.
13. ↑  .   [2023-02-13]. （原始内容存档于2022-10-14）.
14. ↑  Vincent, Maxance. . Screen Rant. 2022-07-13  [2022-07-13]. （原始内容存档于2022-12-11）.
15. ↑  Rosser, Michael. . Kemps Film and TV Production Services Handbook. 2022-11-18  [2022-12-03]. （原始内容存档于2022-12-03）.
16. ↑  Petski, Denise. . Deadline. 2023-08-17  [2023-08-17]. （原始内容存档于2023-08-27）.
17. ↑  . www.rottentomatoes.com.   [2023-11-17]. （原始内容存档于2023-12-11） （英语）.
18. ↑  . www.metacritic.com.   [2023-11-17]. （原始内容存档于2023-11-30） （英语）.
19. ↑  Tallerico, Brian. . https://www.rogerebert.com/.   [2023-12-27]. （原始内容存档于2023-12-10） （英语）.
20. Otterson, Joe. . Variety. May 19, 2022. （原始内容存档于May 19, 2022）.

## 外部連結
- 官方网站
- 互联网电影数据库（IMDb）上《君主計畫：神祕組織與怪獸之謎》的资料（英文）
- Monarch: Legacy of Monsters （页面存档备份，存于） on 爛番茄